# Alfonso Lara
Ne doit pas être confondu avec Alfonso Lara (footballeur chilien).
Alfonso Lara (né le 30 mai 1968 à Madrid) est un comédien et musicien espagnol, notamment connu pour son rôle de Juan Taberner dans la série télévisée espagnole Un, dos, tres.

## Carrière
En 2013, il obtient un rôle régulier dans la série historique Isabel sur Tve qui reste à ce jour inédite en France.
En 2015, il est de retour sur le petit écran avec la série Anclados sur Telecinco.
À partir de 2019, il tient le rôle de Vincent dans la série Señoras del (H)ampa (Dangerous Moms).

## Vie privée
Il a deux enfants (nés en 2004 et 2008) avec sa compagne Micaela.

## Filmographie
- 1996–2000 : La casa de los líos (es) : Santiago "Santi" Velasco (88 épisodes)
- 2000 : El grupo (es) : Manolo (7 épisodes)
- 2000 : Paraíso (es) : Evaristo
- 2001 : Periodistas (es)
- 2001 : Policías, en el corazón de la calle (en)
- 2002–2005 : Un, dos, tres : Juan Taberner (84 épisodes)
- 2002–2006 : El comisario (es) : Fabián Dueñas (2 épisodes)
- 2009–2010 : Amar en tiempos revueltos : Leonardo Guerrero (152 épisodes)
- 2017 : Amar es para siempre : Eugenio Caldas Álvarez (134 épisodes)
- 2020–2021 : Servir y proteger (es) : Joaquín Rodríguez (137 épisodes)